# Сравнително право
Сравнителното право е изследването на различията и приликите в правото на различните държави. По-специфично то включва изучаването на различните съществуващи правни системи, като гражданското право, общото право, социалистическото право, ислямско право, индуско право и китайско право. То включва описанието и анализът на чуждите правни системи, дори и ако няма експлицитно сравнение. Значението на сравнителното право нараства с голяма степен в настоящата ера на интернационализъм, икономическа глобализация и демократизация.

## История
Макар че съвременното сравнително право има своите основи в 18 век в Европа, първите сравнителни изследвания могат да се проследят до 16 век в руската правна история .